# Parco eolico di Monteferrante
Il parco eolico di Monteferrante è un impianto di produzione di energia eolica situato nel territorio comunale di Monteferrante in provincia di Chieti e fa parte del Comprensorio eolico Alto Sangro.
L'impianto è stato realizzato inizialmente nel 2001 con l'installazione di 30 aerogeneratori da 600 kW e completato nel 2002 con l'installazione di altre 11 macchine analoghe.
Al parco eolico è associata una stazione di trasformazione, per l'elevazione dell'energia elettrica in alta tensione (150 kV).

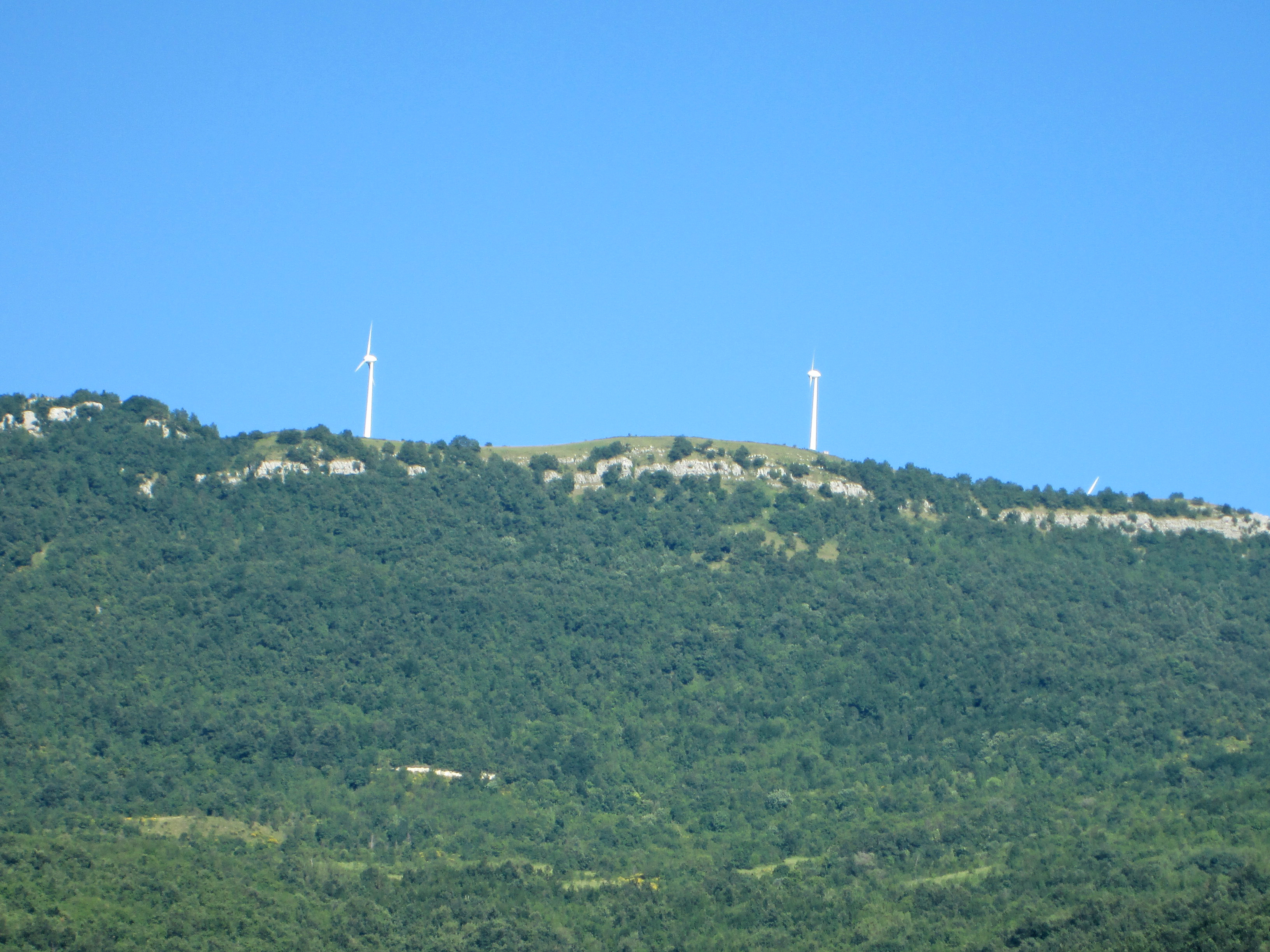
Il parco eolico visto da Villa Santa Maria